# Ponto de interesse
Um ponto de interesse, ou PDI (em inglês POI, Point Of Interest), é uma ponto em uma localização específica que alguém pode achar útil ou interessante. Um exemplo é um ponto na Terra representando a localização do Obelisco Espacial, ou um ponto em Marte representando a localização de uma montanha, como a Olympus Mons.
O termo é normalmente usado na cartografia, especialmente em suas variantes eletrônicas, incluindo os softwares de navegação GIS e GPS. A localização deste ponto é chamada de waypoint.
Um ponto de interesse de um GPS consiste em especificar um ponto mínimo da latitude e longitude do PDI, apesar do nome ou a descrição do PDI ser normalmente incluída também. Outras informações, tais como a altitude ou um número de telefone também poderão ser anexados. As aplicações de GPS tipicamente usam ícones para representar diferentes categorias de PDIs em um mapa graficamente.

## Aplicações
As aplicações para PDI são extensas. Tanto em aparelhos de GPS ativos quanto em programas com uso de mapas digitais, os programas para PDI estão cada vez mais sendo disponíveis e estão se expandindo.
Algumas das novas câmeras digitais por exemplo, estão automaticamente etiquetando uma fotografia usando tecnologia Exif com a localização GPS aonde a foto foi tirada. Estas fotos podem ser sobrepostas pelo PDI no mapa digital ou pelas imagens de satélite como ao do Google Earth e serem compartilhadas.

## Exemplos
- Pesquisa no Banco de Dados do OpenStreetMap por Postos de Combustíveis no município de Santa Maria, no Rio Grande do Sul: usando a ferramenta OverPass Turbo.